# Erdwerk am Wasserkamp
Das Erdwerk am Wasserkamp war ein neolithisches Erdwerk am südlichen Stadtrand von Hildesheim. Das etwa sieben Hektar große Erdwerk bestand aus einer halbkreisförmigen, doppelten Grabenanlage mit mehreren Durchlässen (Erdbrücken). Es wird in das 4. Jahrtausend v. Chr. datiert. 

## Beschreibung
Das Erdwerk am Wasserkamp liegt zwischen dem Naturschutzgebiet Am roten Steine in der Aue der Innerste und dem Stadtteil Itzum. Es befindet sich auf einem vom Fluss leicht aufsteigenden Plateau. Die Anlage bestand aus zwei rund 770 Meter langen und parallel verlaufenden Gräben. Sie bildeten einen Halbkreis, wobei der Flusslauf der Innerste die Begrenzung im Westen bildete. Die Gräben wurden im Abstand von bis zu 80 Meter durch 6 bis 9 Meter breite Erdbrücken unterbrochen. In einem Graben wurde ein menschlicher Schädel geborgen. Weitere Funde in den Grabenverfüllungen gab es vor allem bei den Erdbrücken, wo sich Keramikfragmente, Tierknochen und Artefakte aus Feuerstein fanden. Eine Analyse von Holzkohle mittels der Radiokarbonmethode ergab eine Datierung von etwa 4000 v. Chr. Die homogene Verfüllung der Gräben lässt darauf schließen, dass sie nach Aufgabe der Anlage verfüllt wurden. Durchgehende Pfostensetzungen parallel zu den Gräben werten Archäologen als umlaufende Palisade. 
Das nähere Umfeld des Erdwerks war bereits in prähistorischen Zeiten eine siedlungsbegünstigte Umgebung. Bereits in den 1960er und 1980er Jahren führten Feldbegehungen zu Funden, die auf eine Besiedlung während des Neolithikums, der vorrömischen Eisenzeit und des Mittelalters schließen ließen.

## Forschungsgeschichte
Das Umfeld des Erdwerksstandort besteht heute aus landwirtschaftlichen Nutzflächen und wird als Wasserkamp bezeichnet. Die Stadt Hildesheim plant in dem Bereich die Errichtung eines neuen Stadtquartiers, das eine Größe von 42 Hektar haben soll. Seit 2019 lässt die Stadtarchäologie Hildesheim auf einer Fläche von rund 35 Hektar archäologische Untersuchungen durchführen, um archäologische Hinterlassenschaften vor ihrer Zerstörung durch die geplanten Bauarbeiten zu dokumentieren. Dabei wurde das Erdwerk entdeckt. Archäologen zufolge habe die Entdeckung eine überregionale Bedeutung.
Bei den Untersuchungen dokumentierten Mitarbeiter von Grabungsunternehmen bis heute (2025) rund 2300 Befunde, bei denen es sich unter anderem um Pfostenlöcher, Gruben, Brunnen und Erdwerksgräben handelte. Der Öffentlichkeit wurden die Ausgrabungen 2025 bei einem „Tag der offenen Grabung“ vorgestellt.